# Gheorghe Vrănceanu
Gheorghe Vrănceanu   (Valea Hogei, 30 de juny de 1900 - Bucarest, 27 d'abril de 1979) va ser un matemàtic romanès.

## Vida i Obra
Vranceanu va nàixer en un petit poble de l'actual Moldàvia romanesa (aleshores sota sobirania zarista), fill d'uns pagesos pobres. Va fer els estudis primaris a la seva vila natal i, gràcies al seu mestre, va fer els estudis secundaris al Liceu de Vaslui. El 1919 va ingressar a la facultat de matemàtiques de la universitat de Iași, en la qual es va graduar el 1922. Els cursos següents va estudiar a les universitats de Göttingen i de Roma, obtenint el doctorat el 1924 en aquesta última amb una tesi dirigida per Tullio Levi-Civita. Després de ser professor de la universitat de Iași, el curs 1927-1928 va obtenir una beca per ampliar estudis als Estats Units, on va establir una amistat duradora amb George Birkhoff i Oswald Veblen.
Des de 1929 fins a 1939 va ser professor de la universitat de Cernăuți, actual Txernivtsí (Ucraïna) i el 1939 va ser nomenat professor de la universitat de Bucarest, substituint al difunt catedràtic de geometria Gheorghe Țițeica i on va romandre fins a la seva jubilació el 1970.
Entre 1936 i 1947 va tenir certa activitat política, publicant articles en diversos diaris i revistes, defensant la llibertat de premsa o reflexionant sobre problemes com l'organització de les universitats o l'estat de les carreteres. També va ser un dels 66 signants del manifest de 1944 demanant al govern de Ion Antonescu que posés fi a l'aliança amb l'Alemanya nazi.
Els seus llibres de text i, sobre tot, la seva monografia de geometria diferencial en quatre volums (1951) van ser els llibres estàndard d'estudiants i investigadors en geometria durant molts anys. A més, va publicar més de tres-cents articles científics. Seguint una idea de Levi-Civita, Vranceanu va ser el descobridor el 1926 de la noció d'espai no-holonomic.